# 米塔格斯峰

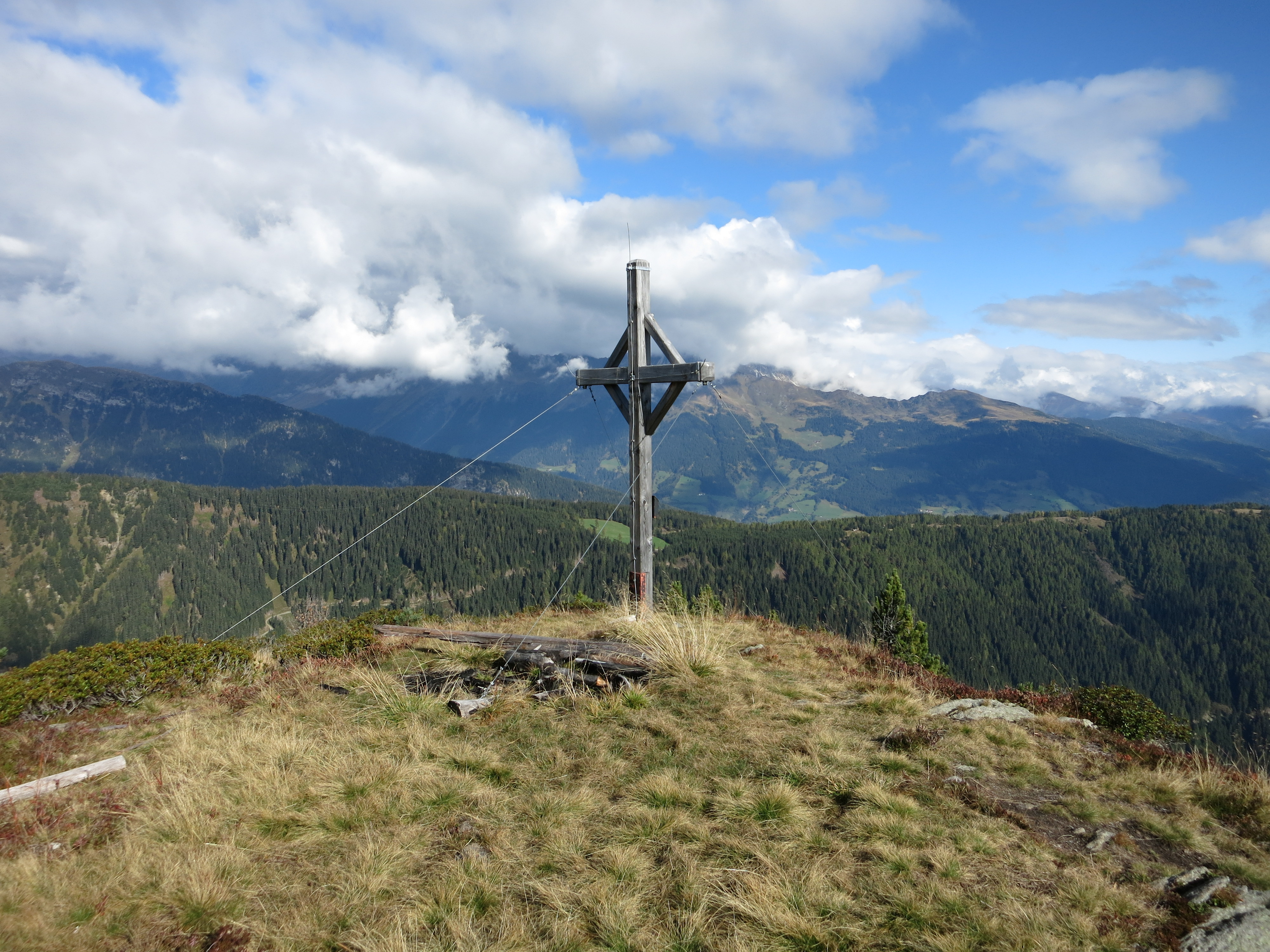

46°50′25″N 11°21′33″E / 46.840392°N 11.359103°E
米塔格斯峰（德語：Mittagsspitze），是意大利的山峰，位於該國東北部，由博爾扎諾-南蒂羅爾自治省負責管轄，屬於萨恩塔尔山脉的一部分，海拔高度2,049米。